# Erwan Augoyard
Erwan Augoyard, né le 13 juin 1976 à Grenoble,, est un scénariste et réalisateur français né à Grenoble.

## Biographie
Tout en obtenant un DEA en Arts du spectacle (sur les ambiances sonores dans Vive l'amour de Tsai Ming-liang et inspiré des travaux de son père le philosophe urbaniste et musicologue Jean-François Augoyard) à l'Université Paul-Valéry-Montpellier, il co-écrit et co-réalise trois courts métrages : Déviation, Petit jeu d’échec et Dedans Dehors.
C'est en 2000 qu'il s'installe à Bruxelles et devient scénariste.
En 2005 il est le co-créateur de Septième Ciel Belgique avec Sophie Kovess-Brun et Anne Landois, la première série créée par la RTBF (télévision publique belge) et produite par To Do Today.
D'autres séries originales suivront, toujours en duo avec Sophie : en 2011 À tort ou à raison (sélectionnée en compétition officielle au Festival de la fiction TV de La Rochelle en 2013 et diffusée sur la RTBF et France 3) et en 2017, eLegal, série sur la cybercriminalité, également pour la télévision belge.
En 2011, il travaille sur la série Seconde chance pour TF1, nommée aux 53e Grammy Awards.
Il co-écrit son premier long métrage, la comédie Tu veux ou tu veux pas de Tonie Marshall, avec Sophie Marceau et Patrick Bruel en 2014.
À partir de 2015 il rejoint l'équipe d'auteurs d'Engrenages, série phare de Canal+ pour 2 saisons.
En 2019, il retrouve la réalisation et se lance dans le documentaire avec Bouquet Final (73'), le portrait de 4 étudiants en stylisme à La Cambre mode[s], qu'il co-écrit et co-réalise avec Sophie Kovess-Brun. Il est produit par Matching Socks Venture et Anne Rio. Il est diffusé sur la RTBF le 18 février 2019.
En 2021, il co-écrit la série B.R.I. avec Jérémie Guez (créateur et réalisateur) pour Canal +. La série est diffusée à partir du 24 avril 2023.

En parallèle, il monte avec Sophie Kovess-Brun le duo Myriamcorporation qui explore le monde de l'art plastique. Au cours des années, ils se lancent dans la création de "tee-shirts d'artistes" et de dessins (exposition "Draw!" à la galerie du jour à Paris et "Forward" à New York) pour Agnes b, abordent le graphisme pour le magazine Redux, exposent des travaux la galerie Vasistas,à Montpellier, créent les pochettes de disque de l'artiste Oshen. Ils imaginent également l'installation ARMYDREAMERS qu'Agnes b fait circuler à Tokyo, Hong Kong, Taipei, Londres, Toulouse et Marseille, avec la collaboration de Jennifer Cardini. Ils présentent ensuite l'installation TEENANGER à la Biennale des jeunes créateurs de l'Europe et de la Méditerranée qu"ils montrent à Montpellier et Sarajevo et s'occupent de la communication de l'émission Plan B pour la radio bruxelloise FM Brussel.
Ils réalisent également des images et des illustrations pour le magazine japonais Ruyko Tsuchin.

## Filmographie
- 1997 : Déviation (court métrage)
- 1998 : Petit Jeu d’échec (court métrage)
- 2004 : Dedans-dehors (court métrage)
- 2006-2007 : Septième Ciel Belgique (série) - 2 saisons
- 2009 : Chante ! (série)
- 2011 : Seconde Chance (série)
- 2011-2012 : À tort ou à raison (série) - 2 saisons
- 2014 : Tu veux ou tu veux pas (long métrage)
- 2016-2018 : Engrenages (série) - Saison 6 épisodes 4 et 8 - Saison 7 épisode 3, 7 et 11
- 2017 : eLegal (série)[21]
- 2019 : Bouquet Final (Documentaire long métrage)
- 2023 : B.R.I. (série 8 x 52 min) - Création originale Canal +

## Publications
- L'expérience esthétique ordinaire de l'architecture : parcours en espace public[22] - Ouvrage collectif - 2003
- ... et le petit peuple Souslépieds[23] - livre Tombinabulle
- Maison Delvaux : 175 ans , 175 artistes[24] - Base Design - 2004